# 米哈伊尔·奥斯特罗格拉茨基
米哈伊爾·瓦西里耶维奇·奧斯特羅格拉茨基（1801年9月24日—1862年1月1日），沙俄烏克蘭裔數學家。
他的工作包括變分學、代數函數的積分、數學物理、古典力學，是當時俄國數學界的重要人物。

## 生平
他出生於現時烏克蘭境內的波爾塔瓦州，在1816年入讀哈爾科夫大學，1820年他參加畢業考試，但宗教兼國民教育主任要求他重考。官方原因是他沒有上哲學和神學課，實際上的原因是他的老師奥西波夫斯基之前因宗教問題被停職，而校方認為這事也和奥西波夫斯基的學生有關。
結果，他拒絕重考，不取學位便離開俄羅斯到巴黎求學。他上著名數學家的課，包括勒讓德、泊松、柯西。他在法國科學院發表論文，內容以物理和積分學為主。
1828年他回到俄羅斯，到了聖彼得堡。他曾在海軍學院、通訊研究所、教育學院講課。

## 備注
1. ↑  俄語羅馬化：Mikhail Vasil'yevich Ostrogradskiy
2. ↑  烏克蘭語羅馬化：Mykhailo Vasyliovych Ostrohradskyi